# Kylvagn

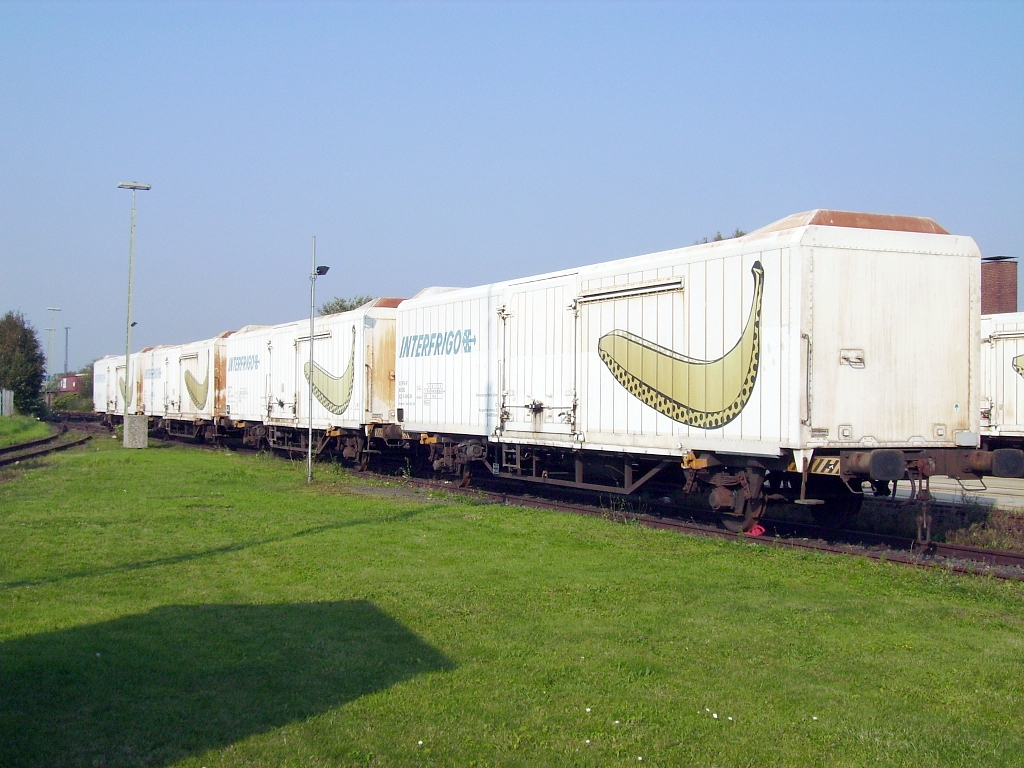
En kylvagn för transport av bananer

En kylvagn är en godsvagn för järnväg, som kan kyla lasten.
Kylvagnar används för transport av färska livsmedel som kött och mjölk. I äldre kylvagnar användes is, men idag används eldrivna eller dieselmotordrivna kylagreggat med samma princip som en värmepump. Isolerade och ventilerade vagnar, som passivt håller lasten kall, brukar inte räknas som kylvagnar.

## Littera
I Sverige har kylvagnar på järnvägen en Littera som börjar på I.